# Giovane Élber
Élber Giovane de Souza (Londrina, Estado de Paraná, Brasil, 23 de julio de 1972), futbolista brasileño. Retirado en 2006, jugaba de delantero y su primer equipo fue Londrina EC. Es el tercer máximo goleador extranjero de la Bundesliga con 133 goles, superado por el peruano Claudio Pizarro con 196 goles y por Robert Lewandowski.
Tras su retirada, en 2007 regresó al Bayern Múnich como ojeador del club alemán en Sudamérica.

## Selección nacional
Fue internacional con la Selección de fútbol de Brasil, jugando 15 partidos internacionales y convirtiendo 7 goles.

## Clubes
| Club                     | País     | Año       |
| ------------------------ | -------- | --------- |
| Londrina EC              | Brasil   | 1989-1990 |
| AC Milan                 | Italia   | 1990-1991 |
| Grasshoppers             | Suiza    | 1991-1994 |
| VfB Stuttgart            | Alemania | 1994-1997 |
| Bayern Múnich            | Alemania | 1997-2003 |
| Olympique Lyonnais       | Francia  | 2003-2004 |
| Borussia Mönchengladbach | Alemania | 2004-2005 |
| Cruzeiro EC              | Brasil   | 2005-2006 |

## Palmarés

### Campeonatos regionales
| Título             | Club     | País   | Año  |
| ------------------ | -------- | ------ | ---- |
| Campeonato Mineiro | Cruzeiro | Brasil | 2006 |

### Campeonatos nacionales
| Título                      | Club               | País     | Año     |
| --------------------------- | ------------------ | -------- | ------- |
| Copa de Suiza               | Grasshoppers       | Suiza    | 1993/94 |
| Copa de Alemania            | VfB Stuttgart      | Alemania | 1996/97 |
| Copa de la Liga de Alemania | Bayern Múnich      | Alemania | 1997    |
| Copa de Alemania            | Bayern Múnich      | Alemania | 1997/98 |
| Copa de la Liga de Alemania | Bayern Múnich      | Alemania | 1998    |
| 1. Bundesliga               | Bayern Múnich      | Alemania | 1998/99 |
| Copa de la Liga de Alemania | Bayern Múnich      | Alemania | 1999    |
| 1. Bundesliga               | Bayern Múnich      | Alemania | 1999/00 |
| Copa de Alemania            | Bayern Múnich      | Alemania | 1999/00 |
| Copa de la Liga de Alemania | Bayern Múnich      | Alemania | 2000    |
| 1. Bundesliga               | Bayern Múnich      | Alemania | 2000/01 |
| 1. Bundesliga               | Bayern Múnich      | Alemania | 2002/03 |
| Copa de Alemania            | Bayern Múnich      | Alemania | 2002/03 |
| Ligue 1                     | Olympique Lyonnais | Francia  | 2003/04 |
| Supercopa de Francia        | Olympique Lyonnais | Francia  | 2004    |

### Campeonatos internacionales
| Título                       | Club          | País   | Año     |
| ---------------------------- | ------------- | ------ | ------- |
| Liga de Campeones de la UEFA | Bayern Múnich | Italia | 2000-01 |
| Copa Intercontinental        | Bayern Múnich | Japón  | 2001    |

### Distinciones individuales
| Distinción                                                 | Año  |
| ---------------------------------------------------------- | ---- |
| Balón de Plata de la Copa Mundial de Fútbol Sub-20 de 1991 | 1991 |
| Máximo goleador de la Nationalliga A (21 goles)            | 1994 |
| Futbolista Extranjero del Año de la Nationalliga A         | 1994 |
| Máximo goleador de la Bundesliga (21 goles) (compartido)   | 2003 |